# Edouard F. Henriques
Edouard F. Henriques III (* 1. September 1949) ist ein Maskenbildner und Spezialeffektkünstler.

## Leben
Edouard Henriques begann seine Karriere im Filmstab 1977 bei Peter Yates Abenteuerfilm Die Tiefe mit Nick Nolte in der Hauptrolle. Das war der Beginn einer langjährigen Zusammenarbeit, zwischen 1977 und 2013 war Henriques bei 17 Spielfilmen für das Makeup von Nolte verantwortlich, darunter Nur 48 Stunden, Zoff in Beverly Hills und Kap der Angst.
2001 war Henriques für Tarsem Singhs Horrorfilm The Cell zusammen mit Michèle Burke für den Oscar in der Kategorie Bestes Make-up und beste Frisuren nominiert, es gewann in diesem Jahr jedoch der Weihnachtsfilm Der Grinch. Bei der 2004 erhielt er für Peter Weirs Abenteuerfilm Master & Commander – Bis ans Ende der Welt eine zweite Oscarnominierung, zusammen mit Yolanda Toussieng unterlag er Peter Jacksons Fantasyfilm Der Herr der Ringe – Die Rückkehr des Königs. 2009 war er für Ron Howards Drama Frost/Nixon für den BAFTA Film Award in der Kategorie Beste Maske nominiert, auch hier ging er leer aus. Eine dritte Nominierung für den Oscar erfolgte 2011 für The Way Back – Der lange Weg von Peter Weir. Henriques, Greg Funk und Yolanda Toussieng zogen den Kürzeren gegen den Horrorfilm Wolfman. Neben Peter Weir und Ron Howard wirkte Henriques unter weiteren renommierten Regisseuren wie Steven Spielberg, Joel und Ethan Coen, Clint Eastwood und Michael Bay.
Gelegentlich war Henriques neben seinen Filmengagements auch für das Fernsehen tätig, darunter die Serien Alien Nation und New York Cops – NYPD Blue. Für sein Wirken an den auf der Serie Alien Nation basierenden Fernsehfilmen war er zwei Mal für Primetime Emmy nominiert, den er jedoch nicht gewinnen konnte.

## Filmografie (Auswahl)
- 1977: Die Insel des Dr. Moreau (The Island of Dr. Moreau)
- 1977: Die Tiefe (The Deep)
- 1978: Die Körperfresser kommen (Invasion of the Body Snatchers)
- 1979: Die Prophezeiung (Bless the Child)
- 1982: Nur 48 Stunden (48 Hrs.)
- 1986: Zoff in Beverly Hills (Down and Out in Beverly Hills)
- 1989: Star Trek V: Am Rande des Universums (Star Trek V: The Final Frontier)
- 1991: Kap der Angst (Cape Fear)
- 1992: Eine Frage der Ehre (A Few Good Men)
- 1995: Batman Forever
- 1997: Batman & Robin
- 1998: The Big Lebowski
- 2000: The Cell
- 2001: Pearl Harbor
- 2003: Master & Commander – Bis ans Ende der Welt (Master and Commander: The Far Side of the World)
- 2004: Terminal (The Terminal)
- 2005: Die Insel (The Island)
- 2007: Transformers
- 2008: Frost/Nixon
- 2010: The Way Back – Der lange Weg (The Way Back)
- 2012: Die Tribute von Panem – The Hunger Games (The Hunger Games)
- 2014: American Sniper
- 2015: Trumbo
- 2017: Transformers: The Last Knight

## Nominierungen (Auswahl)
- 2001: Oscar-Nominierung in der Kategorie Bestes Make-up und beste Frisuren für The Cell
- 2004: Oscar-Nominierung in der Kategorie Bestes Make-up und beste Frisuren für Master & Commander – Bis ans Ende der Welt
- 2011: Oscar-Nominierung in der Kategorie Bestes Make-up und beste Frisuren für The Way Back – Der lange Weg
- 2009: BAFTA-Film-Award-Nominierung in der Kategorie Beste Maske für Frost/Nixon